# Église Saint-Michel de Sillery
L'église Saint-Michel de Sillery est une église paroissiale catholique romaine située à Sillery, dans la ville de Québec. Elle fait partie du site patrimonial de Sillery dans l'arrondissement de Sainte-Foy–Sillery–Cap-Rouge. Bien que l'église actuelle ait été construite en 1852 et initialement dédiée à l'Irlandais saint Columba, la paroisse a été fondée en 1644, avec une chapelle construite sur le même site par les Jésuites.

## Histoire

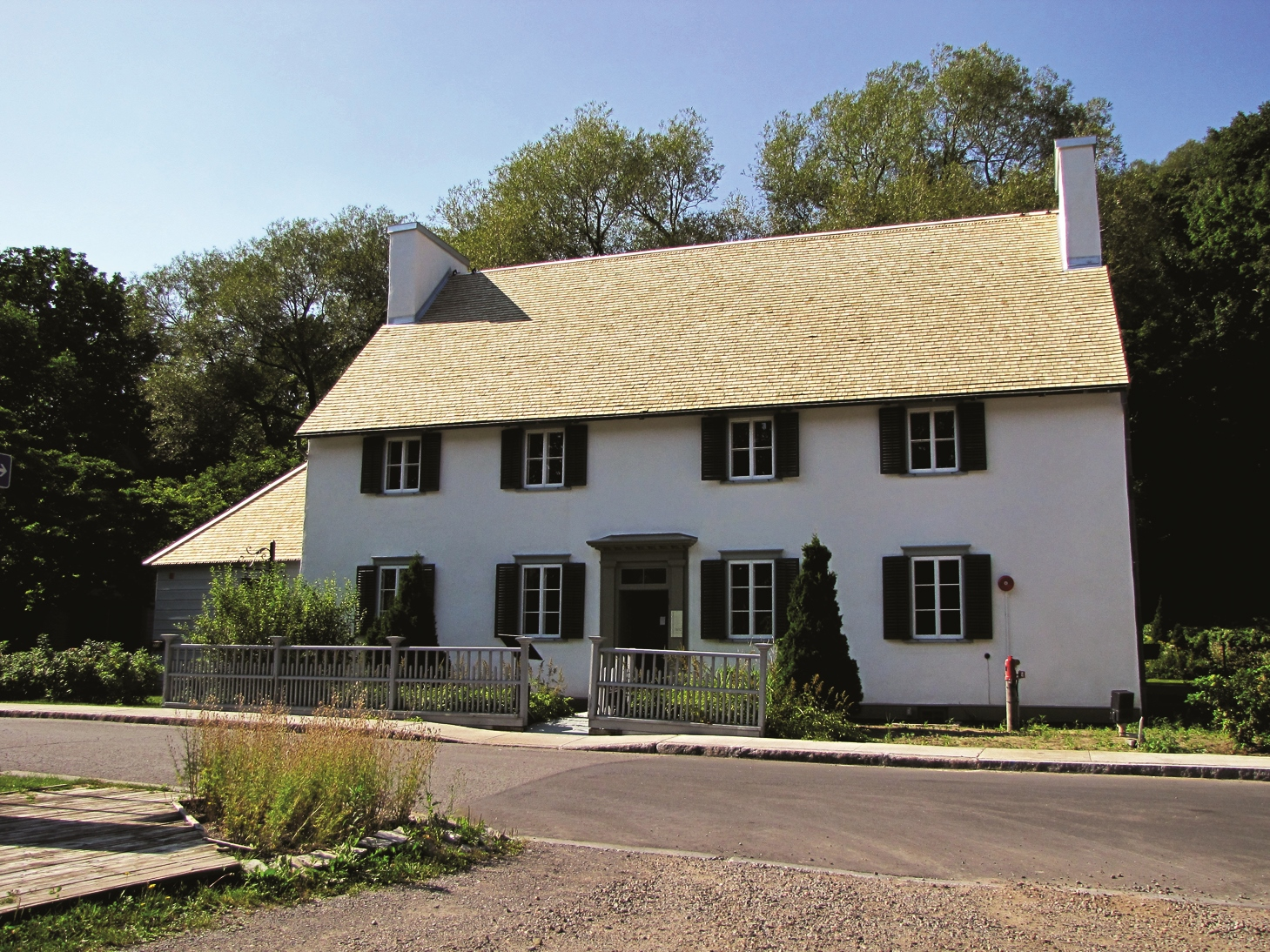
Maison des Jésuites-de-Sillery, la maison des Jésuites, près de l'église

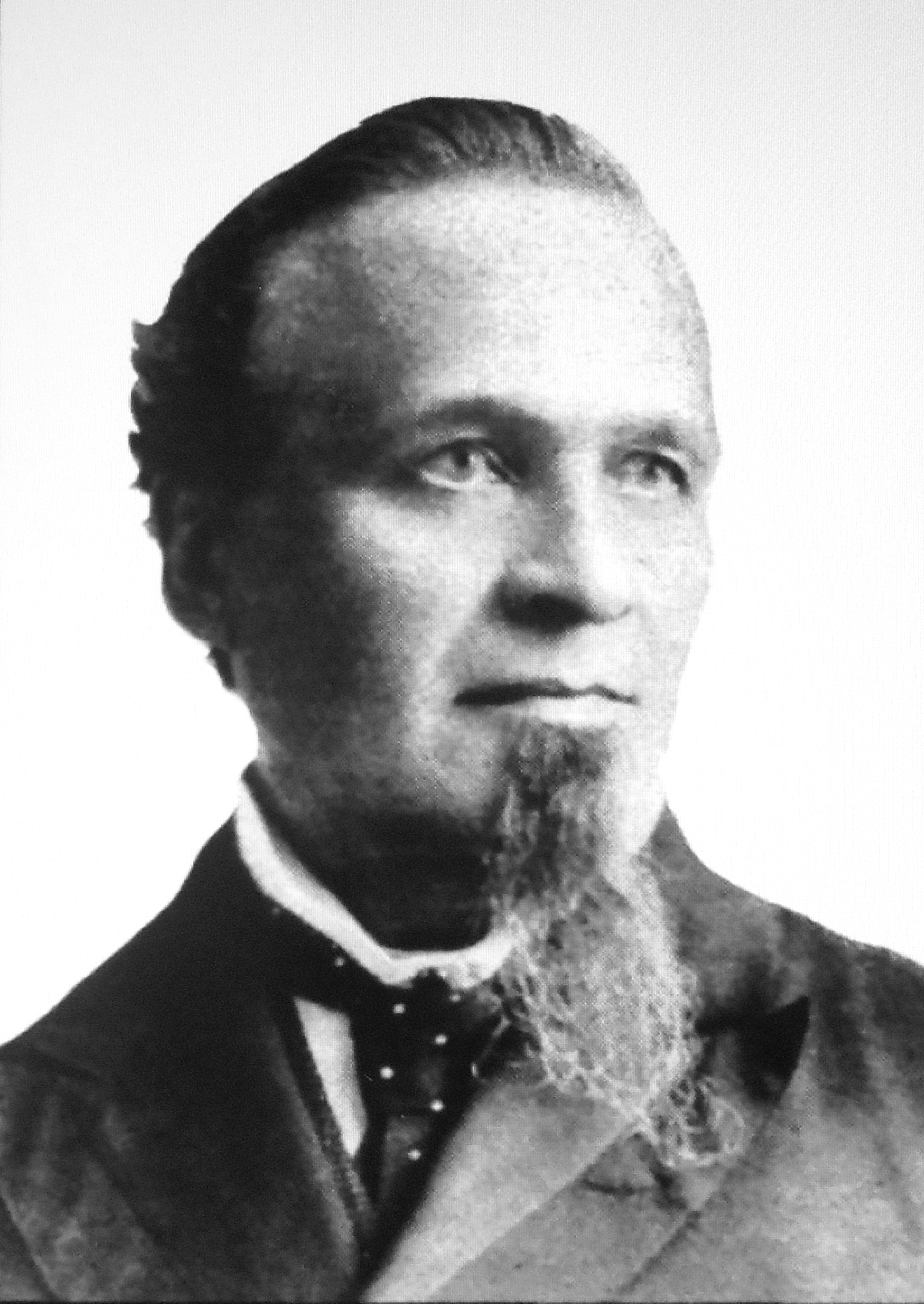
Joseph-Ferdinand Peachy, architecte de l'église

En 1637, les Jésuites arrivent en Nouvelle-France et fondent une mission dans la région, la mission Saint-Joseph de Sillery, pour s'occuper de la population locale des Premières Nations. Ils donnent à leur mission le nom de saint Joseph. En 1644, ils construisent une chapelle, dédiée à Saint Michel, pour les Français et les Amérindiens sur un promontoire de Sillery connu sous le nom de pointe à Puiseaux. Les Jésuites quittent le site à la fin des années 1600.
Jusqu'en 1847, la population catholique locale devait se rendre à Sainte-Foy ou à Québec pour assister à la messe. Cette année-là, un marchand de bois local, Patrick McInenly, fait transformer sa maison en lieu de culte, la chapelle Saint-Richard. Plus tard, la congrégation augmentant, on décide de construire une église à l'emplacement de la première chapelle.

### Construction
La construction de l'église commence en 1852, en utilisant les plans de l'architecte d'origine irlandaise Goodlatte Richardson Browne. En 1853, Joseph-Ferdinand Peachy prend la relève comme architecte. L'église est ouverte au culte en 1854. En 1880, la flèche du clocher est achevée selon les plans de Peachy.
Lorsque l'église est inaugurée, la plupart des travaux intérieurs ne sont pas encore commencé. Ce travail commence en octobre 1866, basé sur les dessins de Browne. Peachy supervise les travaux et Jean Vézina réalise le décor en bois. En 1945, l'intérieur de style néogothique est  modifié lors d'une rénovation. L'autel en bois doré et blanc est remplacé par un autel en granit brun. Les stalles du chœur sont supprimées et la balustrade en bois est remplacée par une table de communion en fer. La chaire est également supprimée et de nouveaux bancs sont installés. Enfin, des chemins de croix en métal remplacent les originaux.
En 1969, l'église est rebaptisée Saint-Michel de Sillery en l'honneur de Pierre de Puiseaux, un ancien propriétaire de la pointe à Puiseaux.

## Galerie

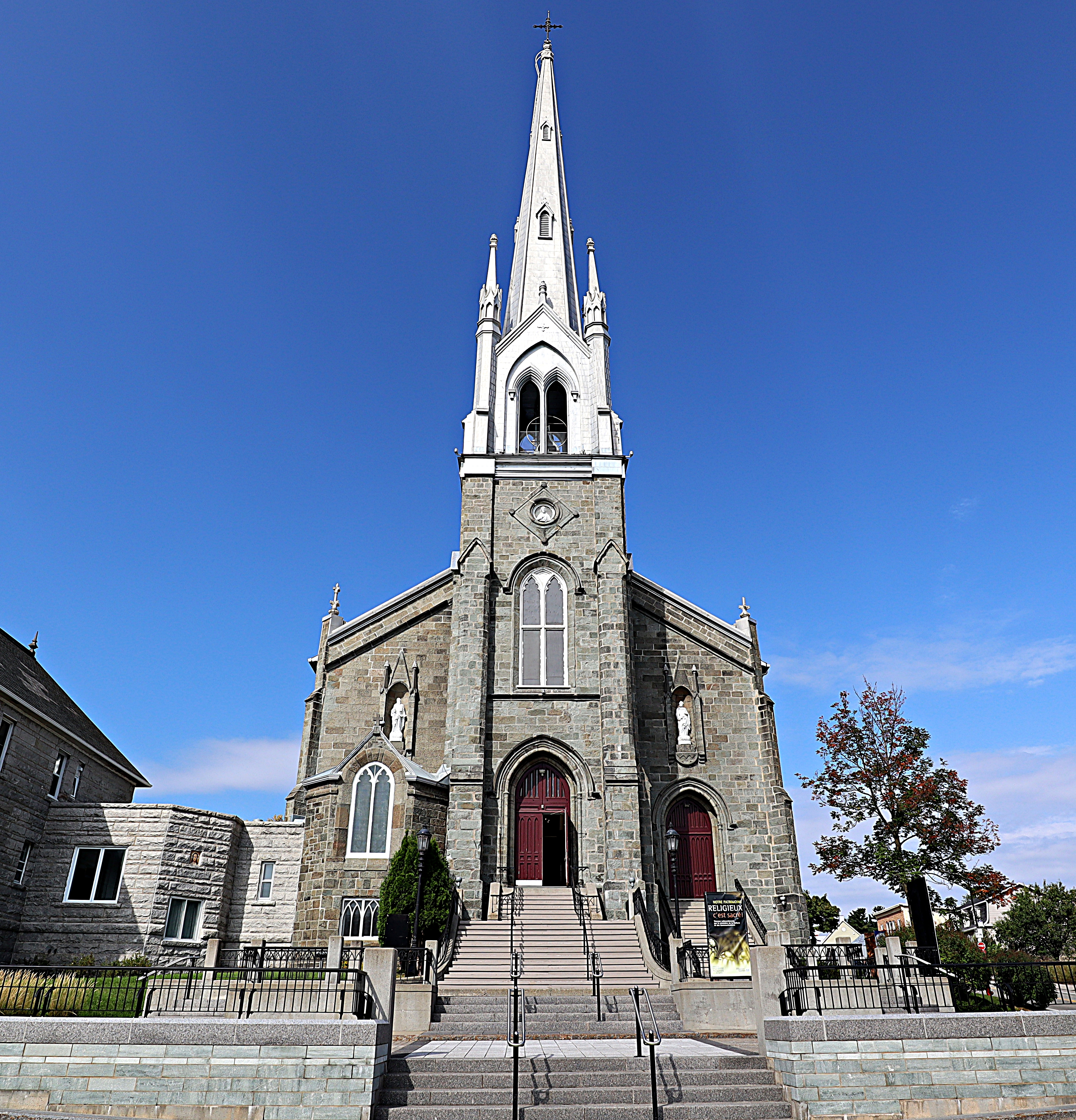
Façade avant
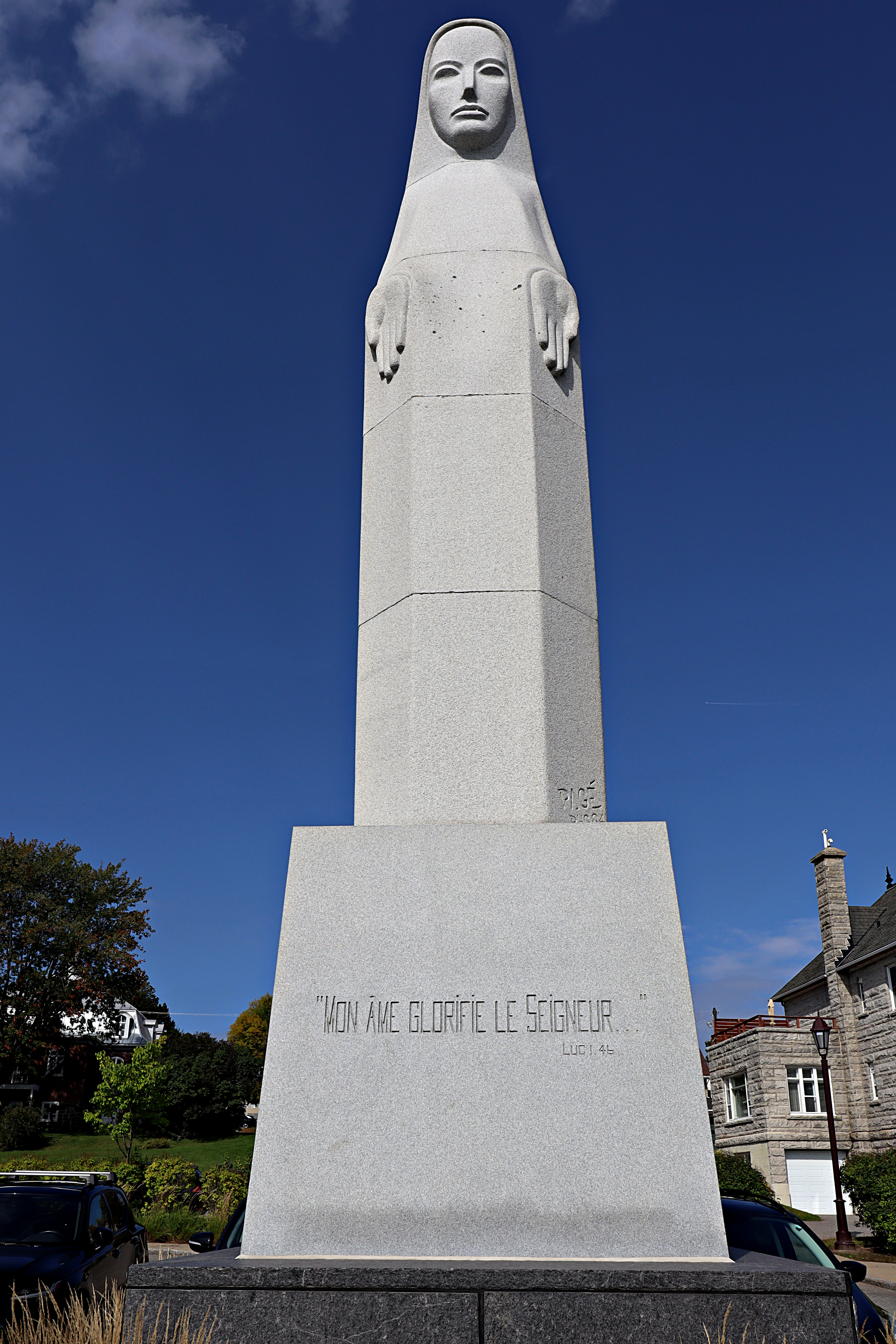
Sculpture de la Vierge Marie
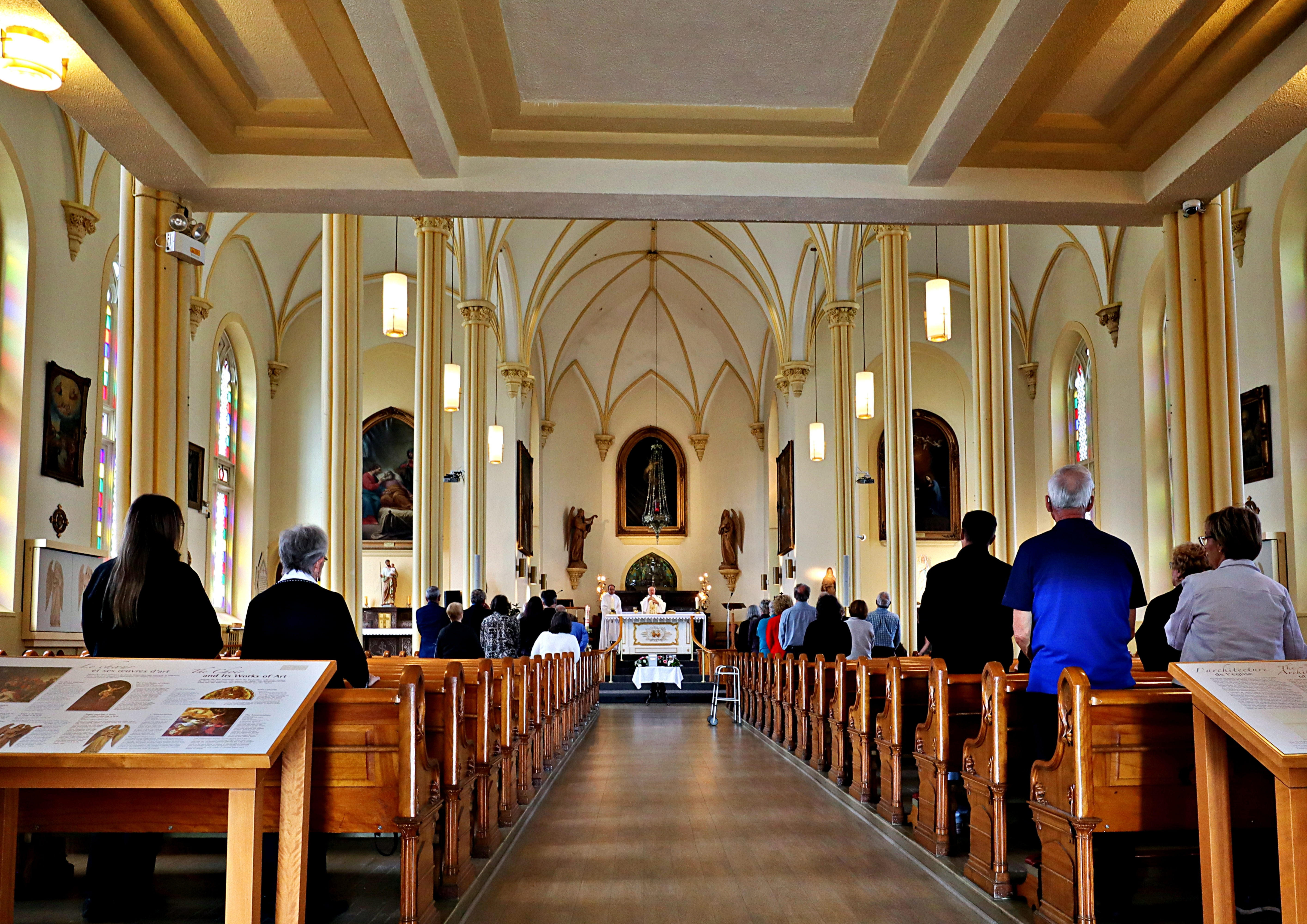
Nef centrale
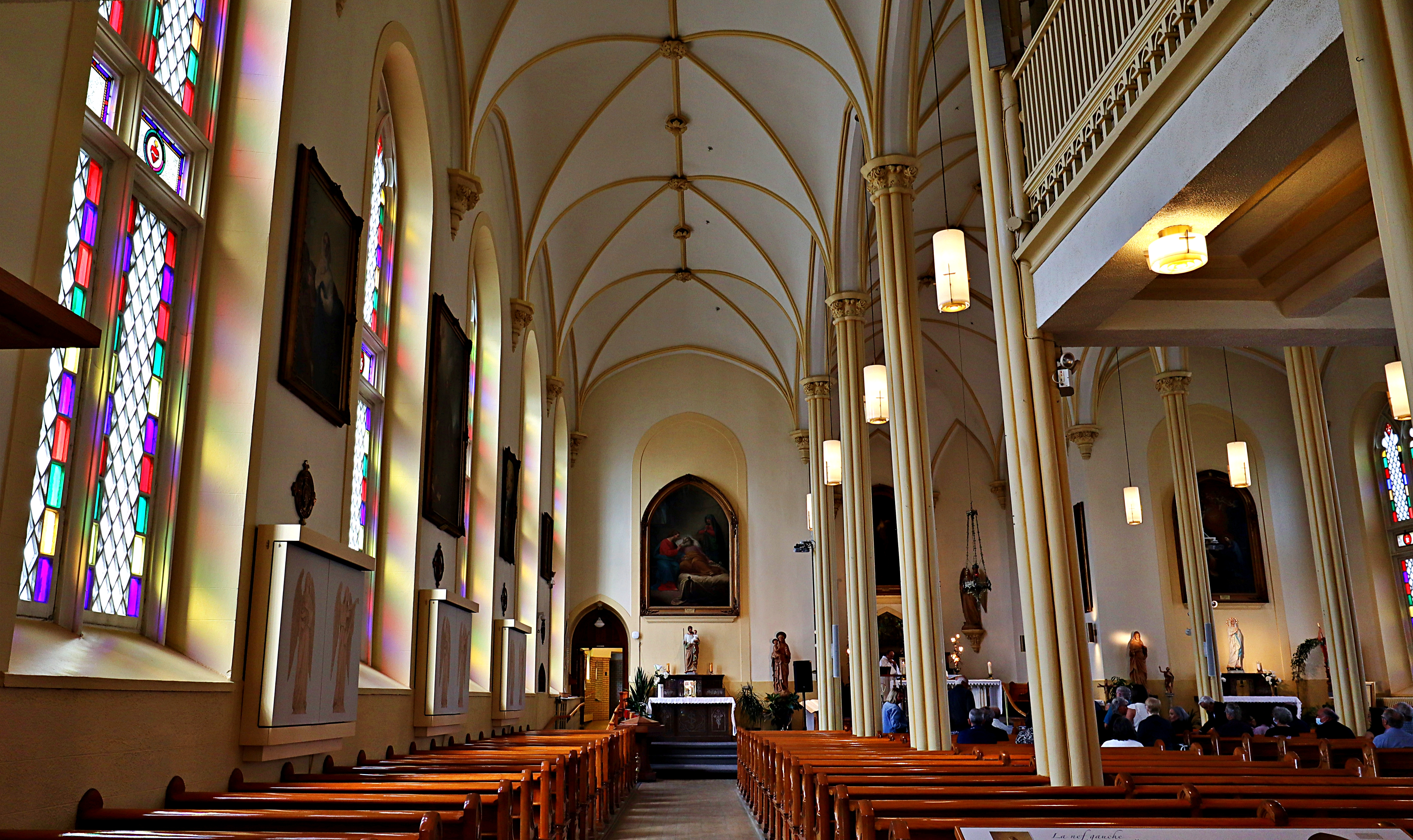
Chapelle latérale
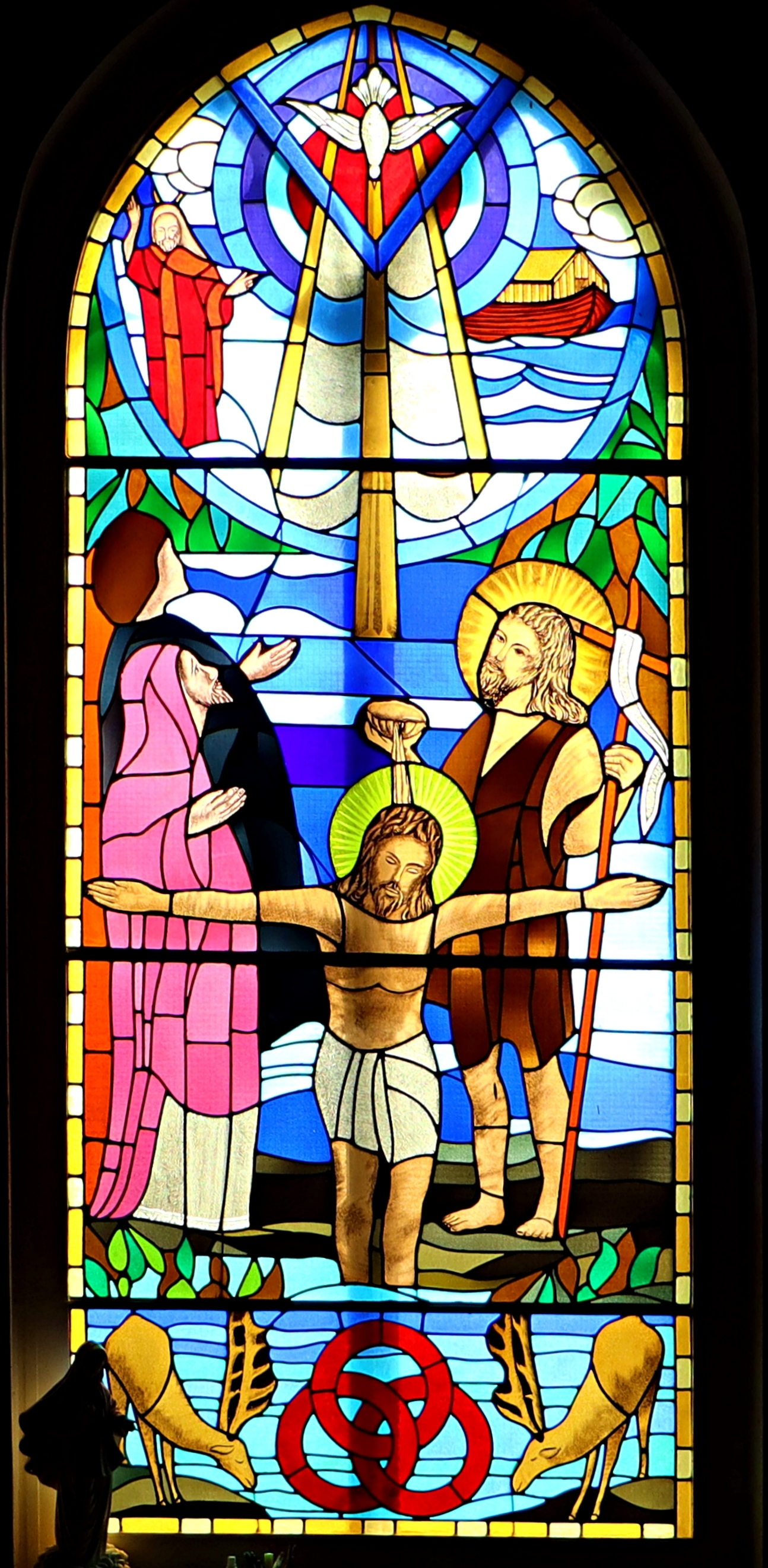
Vitrail

## Hommages
La côte de Sillery portait, auparavant, le toponyme de la côte de l'église, en l'honneur de cette église entre 1854 et 2006, dans l'ancienne ville de Sillery et dans la ville de Québec.